# Polyrhachis euryala
Polyrhachis euryala är en myrart som beskrevs av Smith 1863. Polyrhachis euryala ingår i släktet Polyrhachis och familjen myror.

## Underarter
Arten delas in i följande underarter:
- P. e. euryala
- P. e. goramensis
- P. e. javana